# No Trace (film 1950)
No Trace è un film del 1950 diretto da John Gilling.

## Trama
Lo scrittore di gialli Robert Southley è ricattato dall'ex socio, così lo uccide. Il caso vuole che un suo amico di Scotland Yard gli chieda aiuto per risolvere il caso.